# Knowltonovi rangerji
Knowltonovi rangerji (izvirno angleško Knowlton's Rangers) je naziv za ameriško enoto lahke pehote ameriške državljanske vojne, ki je bila zadolžena za  izvidništvo in opravljanje obveščevalne dejavnosti.
Velja za prvo enoto rangerjev Kopenske vojske ZDA.

## Zgodovina
12. avgusta 1776 je George Washington povišal Thomasa Knowltona v podpolkovnika in mu ukazal, da ustanovi enoto elitnih vojakov iz Connecticuta, Rhode Islanda in Massachusettsa, da bi izvajali izvidniške naloge. Tako so postali prvi uradni ameriški vohuni in obveščevalci.
Enota se je kot bojna enota izkazala v bitki za Harlemsko višavje, v kateri je padel Knowlton.